# Фермер (предстоящий фильм)
«Фермер» (англ. The Farmer) — американский спортивный остросюжетный боевик с мастером боевых искусств Бреном Фостером в главной роли, находящийся на этапе монтажно-тонировочного периода. Снят в Лос-Анджелесе, США, в период с конца марта по середину апреля 2025 года по сценарию Джесси В. Джонсона и является дебютной работой режиссёра второго плана, каскадёра, постановщика трюков и боевых сцен Люка Лафонтейна на посту основного режиссёра. Дата выхода в прокат ещё не объявлена.

## Сюжет
Бывший боец и телохранитель по имени Джо старается вести спокойную жизнь в суровом приграничном мексиканском городке вместе со своей возлюбленной Эстрельей, помогая ей управлять семейной фермой, которую она унаследовала после смерти отца, на которого работал телохранителем Джо. Однако финансовые трудности, не позволяющие расплатиться с фермерскими рабочими, вынуждают Джо вернуться на ринг и принимать участие в оплачиваемых подпольных боях.
Однажды во время обычной поездки в город с молодым помощником по ферме Джо сталкивается с дебоширом Чавесом, попытавшемся спровоцировать его на драку. Не поддавшись на провокации, Джо вместе с помощником уезжают из города, однако по пути их настигает Чавес и вместе со своей бандой пытается сбить их автомобиль с дороги, после чего убить их. Отчаянная ситуация не оставляет Джо иного выбора, кроме как ликвидировать Чавеса и участников его банды, чтобы спасти жизнь себе и своему помощнику. К неожиданности для Джо, ликвидированный Чавес оказывается сыном беспощадного главы самого могущественного местного картеля, который, будучи ослеплённым жаждой мести, отправляет армию головорезов на поиски виновных в смерти сына. Не имея возможности для отступления, Джо вынужден противостоять картелю и защитить Эстрелью со всей её фермой.

## В ролях
- Брен Фостер — Джо
- Таня Реймонд
- Плутарко Аса[англ.]
- Крис Ван Дамм